# 楊仲鯨
楊仲鯨（1898年3月8日—1967年3月11日），生於日治臺灣鳳山縣半屏里右沖庄（今高雄市楠梓區右昌）。1950年當選花蓮縣縣長，中華民國地方自治首屆民選縣長，中國民主社會黨黨員。

## 生平
出身為以魚塭業發跡的右昌楊姓家族，父親楊雲階為清朝文秀才，兄長有楊亦安、弟有楊清溪。
1912年舊城公學校畢業後，進入神戶市的染料試驗會社學習染料技術。1912年福州方潤生所經營的染料公司聘其為技師。不久辭職，進入當地英華書院專攻英語 。17歲時到美國卡落列落礦業大學（科羅拉多礦業學院）學習採礦冶金。1924年回臺灣，創立楊仲鯨發明所，先後發明潛水艇兼用飛行機、軍民用人參餅、軌道汽車設置機、落花生脫殼機、雙生抽水機、肥料注入機及海浪力發動機等經過專案申請的新發明20餘種。曾在花蓮擢基利溪發現砂金礦床，向台灣總督府申請開採卻無下文。
二次大戰結束後，就任中華民國花蓮港廳接管委員會專員。

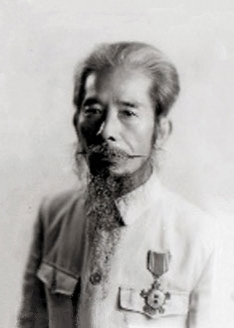
楊仲鯨

民國39年（西元1950年），台灣依據「台灣省各縣市實施地方自治綱要」舉辦第一屆縣市長選舉，花蓮縣、臺東縣首先舉行投票，當年54歲的楊仲鯨在6名競選者中當選第一屆花蓮縣縣長，他和吳三連（台北市）、楊基先（台中市）是本屆中競選成功的三位社會人士，而楊仲鯨的當選證書是第一號。1967年3月11日，因胃癌過世。